# Godeperto
Godeperto (o Godeberto; 645 circa – Pavia, 662) è stato re dei Longobardi e re d'Italia dal 661 al 662.

## Biografia
Nel 661, alla morte di Ariperto I e secondo la sua volontà, i suoi due figli Godeperto e Pertarito furono nominati successori congiunti sul trono longobardo. Il regno fu bipartito, un procedimento rimasto unico nella storia dei Longobardi ma frequente, per esempio, tra i vicini Franchi, anche se è più probabile che questa divisione fosse frutto delle discordie tra i due fratelli, in quanto Godeperto era sostenuto dagli ariani a Pavia mentre Pertarito dai cattolici a Milano.
Tra i due fratelli si aprì immediatamente un conflitto civile; Godeperto invocò, tramite il duca di Torino, Garibaldo, l'aiuto del duca di Benevento, Grimoaldo, che accorse con truppe provenienti, oltre che dal suo ducato, anche da quelli di Spoleto e di Tuscia (662). Giunto a Pavia, il duca, istigato da Garibaldo, uccise il sovrano e ne occupò il trono. Il figlioletto Ragimperto venne portato via e allevato di nascosto dai fedeli del padre. Grimoaldo, essendo il bambino non pericoloso data la sua età, non si preoccupò di cercarlo. Un suo fedele, successivamente, uccise il Garibaldo per vendicare il padrone.

### Fonti primarie
- (LA)  Paolo Diacono, Historia Langobardorum, in  Georg Waitz (a cura di), Monumenta Germaniae Historica, Hannover, 1878,  Scriptores rerum Langobardicarum et Italicarum saec. VI–IX, 12–219. Trad. it:  Paolo Diacono, Storia dei Longobardi, a cura di Lidia Capo, Milano, Lorenzo Valla/Mondadori, 1992, ISBN 88-04-33010-4. Testo disponibile su Wikisource.

### Letteratura storiografica
- Lidia Capo, Commento, in Paolo Diacono, Storia dei Longobardi, Milano, Lorenzo Valla/Mondadori, 1992, ISBN 88-04-33010-4.
- Jörg Jarnut, Storia dei Longobardi, traduzione di Paola Guglielmotti, Torino, Einaudi, 1995  [1982], ISBN 88-06-13658-5.
- Sergio Rovagnati, I Longobardi, Milano, Xenia, 2003, ISBN 88-7273-484-3.
- Vasco La Salvia, GODEPERTO, in Dizionario biografico degli italiani, vol. 57, Roma, Istituto dell'Enciclopedia Italiana, 2001. URL consultato il 22 gennaio 2015.